# Koningin Maria Hendrikaplein
Het Koningin Maria Hendrikaplein is een plein in de Belgische stad Gent. Het vijfhoekig plein fungeert als stationsplein voor het station Gent-Sint-Pieters in het zuiden van het stadscentrum. De zuidkant van het plein wordt ingenomen door het stationsgebouw, aan de andere kant stralen verschillende straten uit, in wijzerzin de Koningin Fabiolalaan, de Koning Boudewijnstraat, de Koning Albertlaan, de Smidsestraat, de Koningin Elisabethlaan, de Koningin Astridlaan en de Prinses Clementinalaan. Het plein is genoemd naar koningin Maria Hendrika. Het plein is met zijn treinstation en bus- en tramhaltes een belangrijk knooppunt voor het openbaar vervoer in Gent.

## Geschiedenis
De omgeving was eeuwenlang een landelijk gebied, Sint-Pieters-Aaigem, ten zuiden van de Gentse stadsomwallingen. Hier liepen enkele buurtwegen, waaronder de huidige Smidsestraat en Voskenslaan.
In de jaren 1830 werd het gebied van west naar oost doorsneden door de spoorlijn Brugge-Gent. Begin 20ste eeuw begon de urbanisatie van het gebied. De wereldtentoonstelling van 1913, waarvoor de terreinen vlakbij lagen, zorgde voor de ontwikkeling van de wijk. Het nieuwe Sint-Pietersstation werd opgericht en in gebruik genomen in 1912. Voor het station werd een nieuw plein uitgebouwd. Aan de oostkant kwam in 1912 met het oog op de wereldexpo ook het hotel Flandria Palace. Een aantal nieuwe lanen die naar het plein convergeren werd aangelegd. In de zuidwesthoek leidde een tunnel onder de verhoogde spoorwegberm naar de Voskenslaan. Rond het plein werden de volgende jaren verschillende rij- en hoekhuizen opgetrokken. Aan de oostkant werd een goederenstation gebouwd. In 1922 werd het plein aangelegd met de typerende platanen en bloemperken.
Later in de 20ste eeuw werd aan de zuidwesthoek van het plein het postgebouw van Gent X opgetrokken. Begin 21ste eeuw onderging de westkant van het plein grote wijzigingen in het kader van het Project Gent-Sint-Pieters. Het postgebouw van Gent X en het oude goederenstation werden afgebroken en de tunnel naar de Voskenslaan verdween voor nieuwe gebouwen.

## Bezienswaardigheden
- Het station Gent-Sint-Pieters
- Het hotel Flandria Palace
- Het gebouw van de voormalige Ciné Rex
- De twee concentrische cirkels met leiplatanen werden als monument beschermd.
- Virginie Lovelinggebouw, hoogbouw boven tram-busstation